# Pik Avicenna
Der Pik Avicenna (tadschikisch Қуллаи Абӯалӣ ибни Сино Qullai Abualij ibni Sino), auch bekannt als Pik Lenin (kirgisisch Ленин Чокусу Lenin Tschokussu), ist der höchste Berg der Transalai-Kette im nördlichen Teil des Pamir an der Grenze zwischen Tadschikistan und Kirgisistan. Mit 7134 m ist er nach dem Kongur (7649 m), dem Kongur Jiubie (7530 m), dem Muztagata (7509 m) und dem Pik Ismail Samani (7495 m) der fünfthöchste Gipfel des Pamir. In Tadschikistan ist er nach dem persischen Mediziner Avicenna benannt, in Kirgisistan nach dem russischen Revolutionär Lenin.

## Geschichte
Der Berg wurde 1871 durch den russischen Forscher Alexei Pawlowitsch Fedtschenko entdeckt und nach dem damaligen russischen Generalgouverneur von Turkestan, Konstantin Petrowitsch von Kaufmann, Pik Kaufmann (russisch Pik Kaufmana) benannt.
Am 25. September 1928 gelang es im Rahmen der deutsch-sowjetischen Alai-Pamir-Expedition unter der Leitung von Willi Rickmer Rickmers, Nikolai Gorbunow und Nikolai Krylenko, den Gipfel des Pik Kaufmann erstmals zu erreichen. Die Gipfelbezwinger lösten damit den von Alexander Mitchell Kellas und zwei Sherpas 17 Jahre zuvor mit der Besteigung des Pauhunri aufgestellten Höhenrekord ab. Von Kusgun Tokai über Altin Masar ging es durch das Sauk-Sai-Tal in zunächst östlicher, dann nördlicher Richtung über den Sauk-Sai-Gletscher. Nach vier Tagen errichteten Karl Wien, Eugen Allwein und Erwin Schneider (7000er-Schneider) ihr letztes Hochlager auf 5700 Metern Höhe, kamen aber im ersten Versuch nur auf einen Nebengipfel (genannt Eckpfeiler) in 6100 Metern Höhe. Am 25. September schließlich fanden sie die richtige Route und erreichten über eine etwa 55° geneigte Eiswand und den Ostgrat nach etwa sieben Stunden Aufstieg den Gipfel. Im selben Jahr wurde der Berg nach dem Führer der Oktoberrevolution Wladimir Iljitsch Lenin in Pik Lenin (russisch Пик Ленина Pik Lenina) umbenannt.
Allerdings wurde die Leistung von Wien, Allwein und Schneider von sowjetischer Seite lang angezweifelt. Erst im Zuge der Österreichischen Pamirfahrt 1967 der Österreichischen Himalaya-Gesellschaft (ÖHG), bei der österreichische Extrembergsteiger an der internationalen Alpinade teilnahmen, gelang es dem Tiroler Rolf Walter, den Pik Lenin an einem Tag zu bestiegen. Damit wurden die Zweifel beseitigt und die Gruppe der ÖHG konnte das Pik-Lenin-Abzeichen für den Österreicher Erwin Schneider entgegennehmen und diesem überbringen. Es existieren 16 Routen auf den Gipfel, neun über die Südseite und sieben über die Nordseite. Da einige Routen technisch unkompliziert sind, ist der Berg sehr beliebt und im Sommer gut besucht. 1958 bestieg Jekaterina Chasjanowna Mamlejewa den Pik Lenin und war damit die erste sowjetische 7000erin. 
Im August 1974 verunglückte ein Team von acht Bergsteigerinnen unter der Leitung von Elwira Schatajewa anlässlich der Internationalen Pamir Expedition in einem Sturm am Gipfelgrat. Am 13. Juli 1990 wurden 43 Alpinisten in Lager II auf 5300 m Höhe durch einen Gletscherabbruch auf 1,5 km Breite infolge eines Erdbebens verschüttet, darunter vier Deutsche. Es war das schwerste Bergsteigerunglück in der Geschichte der Sowjetunion.
Im Jahr 2006 verlieh die tadschikische Regierung dem auf ihrem Staatsgebiet gelegenen Gipfel den Namen Pik Avicenna (tadschikisch Қуллаи Абӯалӣ ибни Сино Qullai Abualij ibni Sino) nach dem persischen Mediziner Ibn Sina, allgemein bekannt als Avicenna. Der Berg ist einer der fünf auf dem Gebiet der ehemaligen UdSSR liegenden Siebentausender-Gipfel. Der Schneeleopard-Orden wird an die Bergsteiger verliehen, die alle fünf Gipfel bezwungen haben.